# Repeat — The Best of Jethro Tull — Vol II
Repeat — The Best of Jethro Tull — Vol II — збірка англійського гурту Jethro Tull, який вийшов 9 вересня 1977 року.

## Композиції
1. Minstrel in the Gallery – 4:17
2. Cross-Eyed Mary – 4:11
3. A New Day Yesterday – 4:10
4. Bourée – 3:46
5. Thick as a Brick (Edit #4) – 3:27
6. War Child – 4:37
7. A Passion Play (Edit #9) – 3:33
8. To Cry You a Song – 6:14
9. Too Old to Rock 'n' Roll: Too Young to Die – 5:42
10. Glory Row – 3:33

## Учасники запису
- Мартін Барр — гітара
- Ян Андерсон — вокал
- Баррімор Барлоу — барабани
- Гленн Корнік — бас-гітара
- Джон Еван — клавіші

## Чарти
| Чарт (1977)                   | Найвища позиція |
| ----------------------------- | --------------- |
| Австралія (Kent Music Report) | 92              |
| Billboard                     | 93              |